# Ceretiv, Verhovîna
Ceretiv (în ucraineană Черетів) este un sat în comuna Bukoveț din raionul Verhovîna, regiunea Ivano-Frankivsk, Ucraina.

## Demografie
Componența lingvistică a localității Ceretiv
     Ucraineană (100%)
Conform recensământului din 2001, toată populația localității Ceretiv era vorbitoare de ucraineană (100%).